# Guillermo Thomas Silva
Guillermo Thomas Silva Coussan (ur. 30 grudnia 2001 w Maldonado) – urugwajski kolarz szosowy.

## Osiągnięcia
Opracowano na podstawie:

2019
- 1. miejsce w mistrzostwach Urugwaju juniorów (start wspólny)
- 1. miejsce w mistrzostwach Urugwaju juniorów (jazda indywidualna na czas)

2022
- 1. miejsce w mistrzostwach Urugwaju (start wspólny)

2023
- 1. miejsce w mistrzostwach Urugwaju do lat 23 (jazda indywidualna na czas)
- 1. miejsce w mistrzostwach Urugwaju do lat 23 (start wspólny)

2024
- 3. miejsce w mistrzostwach Urugwaju (jazda indywidualna na czas)
- 1. miejsce na 1. etapie Volta ao Alentejo
- 2. miejsce w Tour of Qinghai Lake
- 2. miejsce GP Industria & Artigianato di Larciano

2025
- 2. miejsce w mistrzostwach Urugwaju (jazda indywidualna na czas)
- 1. miejsce w mistrzostwach Urugwaju (start wspólny)
- 1. miejsce w klasyfikacji górskiej Vuelta a Andalucía
- 1. miejsce na 1. etapie GP Beiras e Serra da Estrela
- 1. miejsce na 2. etapie Tour of Magnificent Qinghai

## Rankingi
| Rok              | 2023 | 2024 |
| ---------------- | ---- | ---- |
| World Ranking    | 869. | 150. |
| UCI America Tour | 95.  | 18.  |
|                  |      |      |
| Źródło: UCI      |      |      |